# Wonderbra
Wonderbra est une marque de soutiens-gorge ampliformes, également appelés « push-up », commercialisée par la société Playtex, qui appartient en Europe, depuis novembre 2005, au groupe américain Sun Capital Partners[réf. nécessaire].  Le nom « Wonderbra » est formé de deux termes accolés : en anglais, « wonder » exprime une idée d'émerveillement et « bra » désigne un soutien-gorge.
Les soutiens-gorge de marque Wonderbra ont pour caractéristique essentielle le fait d'être pigeonnants : le Wonderbra classique est composé de 54 éléments agencés de manière à rehausser et resserrer la poitrine, en vue de créer un effet de décolleté plongeant, même sur les silhouettes les plus menues.

## Histoire

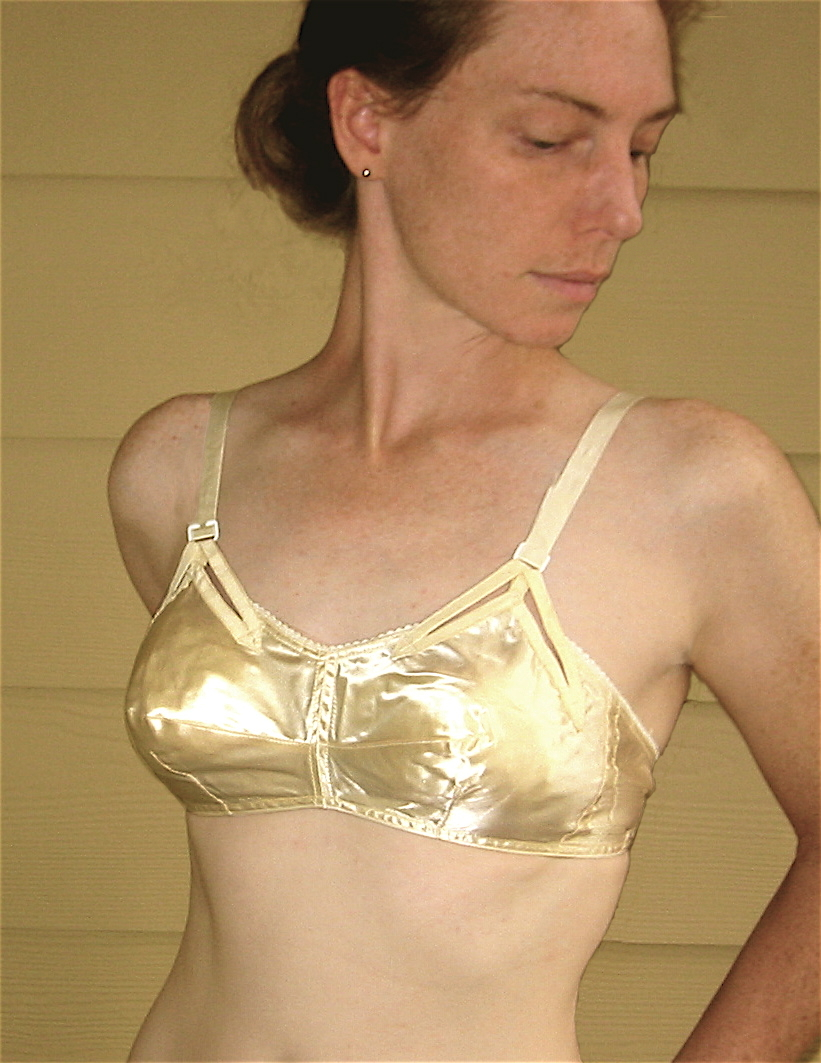
Le « Wonder-bra » original (1950).

Le premier soutien-gorge ampliforme, baptisé « Rising Sun » (« soleil levant »), est créé à Montréal au Canada en 1948 : ce type de soutien-gorge utilise une combinaison de tissu et de baleines de renforcement en métal ou en plastique pour soutenir et rehausser les seins.
Le soutien-gorge ampliforme Wonderbra est conçu en 1961 par la styliste canadienne Louise Poirier sous la direction de Wonderbra (President) pour la société de lingerie Canadian Lady Corset Company, puis commercialisé essentiellement en Europe, de 1967 à 1993, sous licence accordée à la marque britannique Gossard. Il apparaît sur le marché des États-Unis en mai 1994, à la suite du rachat de la licence par le groupe américain Sara Lee, qui récupère alors la marque « Wonderbra », Gossard continuant à vendre un produit similaire sous le nom de « Ultrabra ».
En 1968, Gossard avait lancé sa campagne Wonderbra avec un slogan qui promettait aux femmes portant un soutien-gorge taille 85 de paraître une taille 90, et à celles portant une taille 90, un effet implicitement décapant. Toutefois, dans les années 1960 et jusqu'à la fin des années 1980, le monde de la mode sublimait essentiellement les poitrines quasi inexistantes des mannequins androgynes. Les années 1990 voient le retour à un idéal de beauté féminin qui valorise davantage les courbes : il en résulte non seulement des changements notables dans les lignes de prêt-à-porter en vogue et dans le type physique des mannequins vedettes, mais aussi un intérêt accru des consommateurs pour la lingerie. Dans ce contexte commercialement très favorable, la marque Wonderbra reprise par le groupe Sara Lee fait en 1994 une entrée fracassante sur le marché mondial avec son premier modèle qui devient alors, selon le Council of Fashion Designers of America (CFDA), association regroupant les plus grands créateurs de mode américains, « un phénomène sans précédent dans le secteur des sous-vêtements ». Aux États-Unis, le produit se vend au rythme stupéfiant d'un toutes les 15 secondes, et devient ainsi le soutien-gorge ampliforme numéro un des ventes dans ce pays.
Les débuts de Wonderbra sont retentissants à l'échelon international, du fait d'une campagne publicitaire et médiatique d'une ampleur jamais vue dans le secteur de la lingerie, avec la top model tchèque Eva Herzigová comme première égérie et la fameuse phrase « Regardez-moi dans les yeux... j'ai dit les yeux » comme premier slogan, décliné dans toutes les langues. Très rapidement, le Wonderbra devient un phénomène de culture de masse, le terme faisant son apparition dans le langage courant dans de nombreux pays pour désigner ce type de soutien-gorge ampliforme, et étant même repris dans des chansons, tel Amerika du groupe de metal allemand Rammstein en 2004 (« We're all living in Amerika / Amerika ist wunderbar / We're all living in Amerika / Coca Cola, Wonderbra! »), Wonderbra par Mc Solaar et Bambi Cruz, ou même Je danserai avec toi du groupe pop français Hyperclean en 2005 (« Dans les dancings du monde entier / Où tout le monde danse comme ses pieds / Des mini-jupes des judokas / Des gros costauds des Wonderbra. »).

## Ambassadrices de Wonderbra
Dès 1994, Wonderbra se choisit des ambassadrices dans le monde des top models. En 2005, la marque innove dans sa stratégie de communication, en organisant des castings en ligne sur le Web. En 2008, la marque lance le programme de marque Multipositions.
Parmi les différentes égéries de Wonderbra :
- Eva Herzigová, top model tchèque
- Adriana Karembeu, top model slovaque
- Inna Zobova, top model russe
- Sarah Murdoch (en), top model australienne
- Magdalena Wróbel, top model polonaise
- Caprice Bourret, top model américaine
- Nadja Auermann, top model allemande